# Poecilochirus
Poecilochirus es un género de ácaros perteneciente a la familia Parasitidae. Se alimentan de los huevos y larvas de dípteros. Al menos 14 especies del género son transportados de la fuente de un alimento a otro por los escarabajos de géneros múltiples en la familia Silphidae con los que a menudo tienen una relación simbiótica  en la protección de la larva del escarabajo  o el suministro de alimentos procedentes de larvas de la mosca. Al parecer, algunos nematodos de la familia Allantonematidae son parásitos de los ácaros en este género. Aunque algunas especies de este género habían sido ya descritas y muestreadas en casos forenses o estudios sucesionales sobre cadáveres —donde aparecen por haber sido transportados por escarabajos necrófagos de la familia Silphidae—, ha sido recientemente cuando se ha valorado su utilidad como marcador de interés en entomología forense.

## Especies
- Poecilochirus armatus (Trägårdh, 1912)
- Poecilochirus austroasiaticus
- Poecilochirus belkahvensis Ramaraju & Madanlar, 1998
- Poecilochirus belovae (Davydova, 1975)
- Poecilochirus britannicus Hyatt, 1986
- Poecilochirus carabi G. Canestrini & R. Canestrini, 1882
- Poecilochirus coimbatorensis Vishnupriya & Mohanasundaram, 1988
- Poecilochirus coleophorae Ramaraju & Mohanasundaram, 1997
- Poecilochirus davydovae Hyatt, 1980
- Poecilochirus donatus Vinnik, 1993
- Poecilochirus hyatti Ramaraju & Madanlar, 1998
- Poecilochirus macgillavryi
- Poecilochirus monospinosus Wise, Hennessey & Axtell, 1988
- Poecilochirus mrciaki Masan, 1999
- Poecilochirus necrophori Vitzthum, 1930
- Poecilochirus pilosula (Banks, 1904)
- Poecilochirus rutellae Ramaraju & Mohanasundaram, 1997
- Poecilochirus serratae Chinniah & Mohanasundaram, 1999
- Poecilochirus sexclavatus Skljar, 2002
- Poecilochirus simplisetae Ramaraju & Madanlar, 1998
- Poecilochirus subterraneus (Muller, 1859)
- Poecilochirus torbaliensis Ramaraju & Madanlar, 1998